# Telemaco Ruggeri
Telemaco Ruggeri (Narni, 15 settembre 1876 – Roma, 15 ottobre 1957) è stato un regista e attore italiano.

## Filmografia

### Regista
- La corsa all'amore (1914)
- Beffa di Satana (1915)
- Somiglianza funesta (1916)
- Il cadavere scomparso (1916)
- Nel vortice del peccato (1916)
- Il romanzo della morte (1916)
- Notte di nozze (1917)
- L'uomo-Pappagallo (1917)
- Il velo squarciato (1917)
- Il tank della morte (1917)
- San Giovanni decollato (1917)
- Il pastor fido (1918)
- La maschera di Venere (1919)
- Elevazione (1920)
- La verità nuda (1921)
- Il dolce veleno (1921)
- L'ombra della colpa (1921)
- La gabbia dorata (1922)
- L'ospite sconosciuta (1923)
- Una pagina d'amore (1923)
- La muta di Portici (1924)
- Il pane altrui (1924)
- La vergine del faro  (1924)
- Il barcaiuolo d'Amalfi (1924)
- Occupati d'Amelia  (1925)
- La locandiera (1929)

### Attore
- Un qui-pro-quo, regia di Alberto Degli Abbati (1913)
- Il treno degli spettri, regia di Mario Caserini (1913)
- Fra ruggiti di belve, regia di Alberto Degli Abbati (1913)
- Florette e Patapon, regia di Mario Caserini (1913)
- Pagine sparse, regia di Giuseppe de Liguoro (1914)
- L'orrendo blasone, regia di Amleto Palermi (1914)
- La corsa all'amore, regia di Telemaco Ruggeri (1914)
- Nerone e Agrippina, regia di Mario Caserini (1914)
- Colei che tutto soffre, regia di Amleto Palermi (1914)
- Sul limite del Nirvana, regia di Vittorio Rossi Pianelli (1915)
- Il tamburino sardo, regia di Vittorio Rossi Pianelli (1915)